# Rio Navajos
O rio Navajos ou arroio Bustillo é um rio da Espanha, afluente do Valderaduey, que corre ao longo de 50 km pela comunidade autónoma de Castela e Leão.